# Rosannagh MacLennanová
Rosannagh „Rosie“ MacLennanová (* 28. srpna 1988 King, Ontario) je kanadská gymnastka, věnující se skokům na trampolíně. Pochází ze sportovní rodiny, její dědeček Lorne Patterson byl kanadským gymnastickým reprezentantem, který o účast na olympiádě přišel kvůli druhé světové válce.
V roce 2007 vyhrála na mistrovství světa ve skocích na trampolíně soutěž synchronních dvojic spolu s Karen Cockburnovou a v roce 2013 se stala individuální mistryní světa. Vyhrála také Panamerické hry v letech 2011 a 2015. Na olympiádě 2008 obsadila v kvalifikaci třetí místo, ale ve finále se umístila až sedmá. Vyhrála na olympiádě 2012, kde získala jedinou kanadskou zlatou medaili na těchto hrách. Na hrách v roce 2016 byla kanadskou vlajkonoškou a dokázala titul obhájit s finálovým skóre 56,465. Stala se tak první dvojnásobnou olympijskou vítězkou v této disciplíně a také první Kanaďankou, která získala individuální titul na druhé letní olympiádě za sebou.
Získala bakalářský titul v oboru tělesné výchovy na Torontské univerzitě, kde pokračuje v magisterském studiu.